# Platyglanis
Platyglanis is een monotypisch geslacht van straalvinnige vissen uit de familie van de stekelmeervallen (Claroteidae).

## Soort
- Platyglanis depierrei Daget, 1979